# Sojus TMA-05M
Sojus TMA-05M ist die Missionsbezeichnung für den Flug eines russischen Raumschiffs der Reihe Sojus zur Internationalen Raumstation. Im Rahmen des ISS-Programms trägt der Flug die Bezeichnung ISS AF-31S. Es war der 31. Besuch eines Sojus-Raumschiffs an der ISS und der 137. Flug im Sojusprogramm.

## Besatzung

### Hauptbesatzung
- Juri Iwanowitsch Malentschenko (5. Raumflug), Kommandant, (Russland/Roskosmos)
- Sunita Lyn Williams (2. Raumflug), Bordingenieurin, (USA/NASA)
- Akihiko Hoshide (2. Raumflug), Bordingenieur, (Japan/JAXA)

### Ersatzmannschaft
- Roman Jurjewitsch Romanenko (2. Raumflug), Kommandant, (Russland/Roskosmos)
- Chris Austin Hadfield (3. Raumflug), Bordingenieur, (Kanada/CSA)
- Thomas Henry Marshburn (2. Raumflug), Bordingenieur, (USA/NASA)

## Missionsbeschreibung
Das Raumschiff brachte drei Besatzungsmitglieder der ISS-Expeditionen 32 und 33 zur Internationalen Raumstation. Es löste Sojus TMA-03M als Rettungskapsel ab.
Der Start war ursprünglich für den 1. Juni geplant, musste jedoch auf Grund des Testmissgeschicks mit Sojus TMA-04M verschoben werden. Sojus TMA-05M startete schließlich am 15. Juli 2012 2:40 UTC von der Startrampe 1 in Baikonur zur ISS. Zwei Tage später koppelte das Raumschiff eine Minute früher als geplant um 4:51 UTC am russischen Modul Rasswet an. Die Landung erfolgte in den frühen Stunden des 19. November 2012. Es war die erste Nachtlandung eines Sojus-Raumschiffs seit 2006.